# Spermacoce inaguensis
Spermacoce inaguensis là một loài thực vật có hoa trong họ Thiến thảo. Loài này được (Britton) Howard miêu tả khoa học đầu tiên năm 1988.